# Многопольное
Многопольное — посёлок в Красногорском районе Алтайского края. Входит в состав муниципального образования сельское поселение Берёзовский сельсовет.

## История
Основан в 1924 году. В 1926 году выселок Многопольный состоял из 21 хозяйств. В национальном составе населения того периода преобладали русские. В административном входил в состав Анненского сельсовета Сростинского района Бийского округа Сибирского края.

## Население
| 1926 | 1997 | 1998 | 1999 | 2000 | 2001 |
| ---- | ---- | ---- | ---- | ---- | ---- |
| 112  | ↗131 | ↗145 | ↘137 | ↗138 | ↘136 |
| 2002 | 2003 | 2004 | 2005 | 2006 | 2007 |
| ↗140 | ↘137 | ↗143 | ↘105 | ↘81  | ↘70  |
| 2008 | 2009 | 2010 | 2011 | 2012 | 2013 |
| ↘66  | ↘55  | ↘41  | ↘40  | ↗46  | ↘42  |

Национальный состав
Согласно результатам переписи 2002 года, в национальной структуре населения русские составляли 97 %.